# كأس السوبر الإفريقي 2021 (ديسمبر)
كأس السوبر الأفريقي 2021 (رسميًا كأس السوبر الأفريقي توتال إنرجيز 2021 لأسباب الرعاية) هي النسخة الثلاثون من كأس السوبر الأفريقي، وهي مباراة كرة قدم سنوية أفريقية تنظم من قبل الاتحاد الأفريقي لكرة القدم (الكاف)، بين بطلي آخر نسخة من مسابقات الأندية الأفريقية، وهي دوري أبطال أفريقيا وكأس الكونفيدرالية الأفريقية.
لعبت المباراة بين النادي الأهلي المصري، بطل دوري أبطال أفريقيا 2020–21، والرجاء الرياضي المغربي، بطل كأس الكونفيدرالية الأفريقية 2020–21، على أرضية ملعب أحمد بن علي في الريان في قطر، يوم 22 ديسمبر 2021.
فاز الأهلي بركلات الجزاء الترجيحية 6–5 بعد انتهاء المباراة بالتعادل الإيجابي 1–1، ليُتوج باللقب الثامن في تاريخه والثاني على التوالي في المسابقة.

## عن الفريقين
| الفريق         | المنطقة      | طريقة التأهل                            | حضور سابق (الخط الغليظ يشير إلى بطل تلك النسخة)                 |
| -------------- | ------------ | --------------------------------------- | --------------------------------------------------------------- |
| الأهلي         | شمال أفريقيا | بطل دوري أبطال أفريقيا 2020–21          | 9 (1994، 2002، 2006، 2007، 2009، 2013، 2014، 2015، 2021 (مايو)) |
| الرجاء الرياضي | شمال أفريقيا | بطل كأس الكونفيدرالية الأفريقية 2020–21 | 3 (1998، 2000، 2019)                                            |

## المباراة

### التفاصيل
| الأهلي                                            | 1–1   | الرجاء الرياضي                                     |
| ------------------------------------------------- | ----- | -------------------------------------------------- |
| طاهر 90'                                          | تقرير | إبراهيم 13' (ه.ذ.)                                 |
| ركلات الترجيح                                     |       |                                                    |
| - معلول - بانون - تاو - عبد القادر - طاهر - توفيق | 6–5   | - زريدة - الوردي - هدهودي - بنحليب - متولي - مذكور |

| الأهلي | الرجاء الرياضي |